# Liste der denkmalgeschützten Objekte in Smečno
Grundlage dieser Liste der denkmalgeschützten Objekte in Smečno ist die ÚSKP-Liste (Ústřední seznam kulturních památek České republiky, deutsch Zentrale Liste der Kulturdenkmäler der Tschechischen Republik), die von der tschechischen Denkmalschutzbehörde NPÚ (Národní památkový ústav, deutsch Nationale Denkmalbehörde) seit 1987 geführt wird und an die seit dem Jahr 1850 geschaffenen Listen anschließt.

## Denkmalgeschützte Objekte nach Ortsteilen

### Smečno
| Lage                                                                                | Objekt                               | Beschreibung | ÚSKP-Nr.                 | Bild                        |
| ----------------------------------------------------------------------------------- | ------------------------------------ | --- | ------------------------ | --------------------------- |
| Smečno, beim Dekanat, Smečno (Standort)                                             | Obelisk mit einem Kreuz              | Hoher, mehrstufiger Sandsteinobelisk aus dem frühen 17. Jahrhundert, errichtet unter Jaroslav Borsita von Martinic (1582–1649); Wappen eines Adligen und seiner Frau auf einem Podest. | 40802/2-602 Info Katalog | weitere Bilder              |
| Smečno, im Hain, nördlich der Landstraße nach Kačice, Smečno (Standort)             | Obelisk                              | Ein Steinobelisk, gebaut 1847 zum Gedenken an den Grafen Karel Jan Clam-Martinic von seinen Beamten. | 36742/2-603 Info Katalog | weitere Bilder              |
| Smečno, an der Landstraße nach Slaného, östlicher Teil des Ortes, Smečno (Standort) | Friedhof                             | Ein alter Friedhof mit einer von einer Mauer begrenzten Kapelle. Die Grablege der Familie Clam-Martinic ist eine einfach konzipierte Struktur auf einem quadratischen Grundriss, der von einem niedrigen Satteldach mit einem dreieckigen Giebel mit einem First-Tympanon gekrönt wird. Kapelle von 1832, 1888 umgebaut. | 37914/2-598 Info Katalog | weitere Bilder              |
| Smečno, Smečno 115 (Standort)                                                       | Dekanat                              | Der Kern des Komplexes (Wohngebäude und Stallungen, die von einer Mauer mit Tor abgegrenzt werden) ist ein zweistöckiges Dekanat auf einem rechteckigen Grundriss mit einer einfachen Fassade und hohem Satteldach. Das Renaissance-Dekanat wurde durch einen Stall im Barockstil ergänzt und später umgebaut.           | 45068/2-596 Info Katalog | weitere Bilder              |
| Smečno, ungefähr 1,5 km links an der Landstraße nach Slaného, Smečno (Standort)     | Marterl                              | Sandsteinheiligtum aus der Renaissance oder dem frühen Barock. Der massive Sockel trägt eine polygonale Säule mit einem Kopf, der einen kleinen Schrein mit einem Kreuz trägt. | 31994/2-605 Info Katalog | weitere Bilder              |
| Smečno, vor dem Dekanatsgebäude, Smečno (Standort)                                  | Statue des Heiligen Donatus          | Die monumentale Skulptur des Hl. Donatus von Ignaz Franz Platzer, deren Ursprung auf 1745 datiert werden kann, ist ein sehr wertvolles Kunstwerk und ergänzt das Bild des barocken Smečno. Die Statue ist eines der frühesten Werke des Künstlers.                                                                       | 32886/2-601 Info Katalog | Statue des Heiligen Donatus |
| Smečno, nám. T. G. Masaryka, Smečno (Standort)                                      | Statue St. George                    | Barocke kleine Reiterstatue von St. George, der gegen den Drachen kämpft, steht auf einer hohen Säule mit einem korinthischen Kapitell. | 28140/2-600 Info Katalog | weitere Bilder              |
| Smečno, rechts an der Landstraße nach Kačice, Smečno (Standort)                     | Marterl                              | Sandstein-Bildstock aus dem frühen 19. Jahrhundert; eine hohe Säule mit Fuß und Kopf trägt Platte mit Metallkreuz. | 28721/2-606 Info Katalog | weitere Bilder              |
| Smečno, bei der Kirche, Smečno (Standort)                                           | Skulptur der Heiligen Dreifaltigkeit | Sandsteinskulptur der Heiligen Dreifaltigkeit auf einem monumentalen dreieckigen Sockel aus der ersten Hälfte des 18. Jahrhunderts. Der Sockel wurde von Kilian Ignaz Dientzenhofer entworfen, der Bildhauerteil von Matej Schonherr und Ignaz Franz Platzer.                                                            | 25077/2-599 Info Katalog | weitere Bilder              |
| Smečno, westlicher Teil des Platzes, Smečno (Standort)                              | Dreifaltigkeitskirche                | Dreischiffige Kirche mit einem polygonal abgeschlossenen Chor (an den sich eine polygonale Sakristei anschließt) und einem prismatischen Massivturm an der Südwand des Schiffs. Ein ursprünglich mittelalterliches Gebäude (erhalten eine Sakristei aus dem 14. Jahrhundert) wurde im Jahre 1587 erweitert.              | 23939/2-594 Info Katalog | weitere Bilder              |
| Smečno, Smečno (Standort)                                                           | Getreidespeicher                     | Mehrgeschossiges Gebäude mit rechteckigem Grundriss und Walmdach. Ursprünglich ein barocker Getreidespeicher aus der ersten Hälfte des 18. Jahrhunderts, behielt er seinen Charakter trotz späterer Umbauten des für Wohnzwecke adaptierten Ostteils des Gebäudes.                                                       | 18124/2-597 Info Katalog | weitere Bilder              |
| Smečno, Smečno 1 (Standort)                                                         | Schloss Smečno                       | Der Schlosskomplex, der einen Park mit reichem skulpturalem Dekor umfasst, umgeben von einer Mauer mit Toren. Der Kern ist eine vierflügelige einstöckige Adelsresidenz, deren spätgotischer Kern im 16. Jahrhundert und in den folgenden Bauzeiten wieder aufgebaut wurde.                                              | 18157/2-595 Info Katalog | weitere Bilder              |
| Smečno, ungefähr 1 km an der Landstraße nach Slaného, Smečno (Standort)             | Marterl                              | Sandsteinpfeiler mit Wegschrein mit Metallkreuz und Lilienarmen an der Spitze. Barockwerk 1999 erneuert. | 17979/2-604 Info Katalog | weitere Bilder              |